# Boursay
Boursay település Franciaországban, Loir-et-Cher megyében. Lakosainak száma 179 fő (2022. január 1.). Boursay La Chapelle-Vicomtesse, Choue, Droué, La Fontenelle és Couëtron-au-Perche községekkel határos.

## Népesség
A település népességének változása:
| Lakosok száma | 378  | 229  | 190  | 226  | 189  | 173  | 166  | 175  | 180  | 179  |
|               | 1968 | 1982 | 1990 | 2006 | 2013 | 2015 | 2017 | 2019 | 2020 | 2022 |